# Delphinium dubium
Delphinium dubium là một loài thực vật có hoa trong họ Mao lương. Loài này được (Rouy & Foucaud) Pawl. mô tả khoa học đầu tiên năm 1933 publ. 1934.